# War (пісня Sum 41)
"War" пісня канадського рок-гурту band Sum 41. Офіційно видана як перший сингл альбому 13 Voices 25 серпня 2016.

## Деталі
Пісня видана як сингл разом з музичним відео 25 серпня 2016, через офіційний YouTube канал, Hopeless Records (режисер Djay Brawner). Це перший сингл після повернення гітариста Дейва Бекша у 2015 та без участі одного з засновників гурту ударника Стіва Джокса, що покинув гурт у 2013.

## Історія релізу
| Країна         | Дата               | Формат           | Лейбл                |
| -------------- | ------------------ | ---------------- | -------------------- |
| Worldwide      | August 24, 2016    | Digital download | Hopeless             |
| United Kingdom | September 30, 2016 | Digital download | Hopeless Sony RED UK |